# Conquista militar

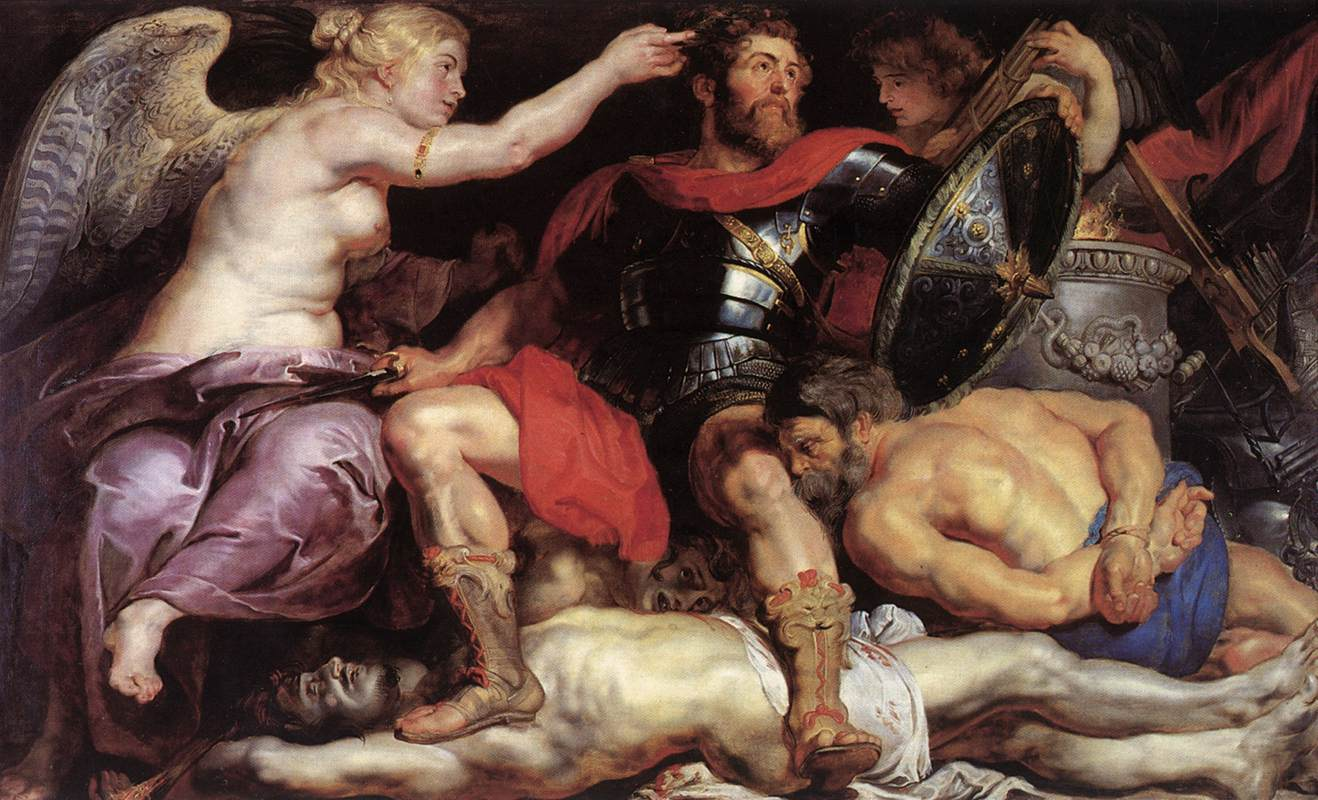
O Triunfo da Vitória de Peter Paul Rubens

A conquista é o ato de subjugação militar de um inimigo pela força das armas.
A história militar fornece muitos exemplos de conquista: a Conquista romana da Britânia, a conquista máuria do Afeganistão e de vastas áreas do subcontinente indiano, a Conquista do Império Asteca e várias conquistas muçulmanas, para mencionar apenas algumas.
A Conquista normanda da Inglaterra fornece um exemplo: baseou-se em laços culturais, levou à subjugação do Reino da Inglaterra ao controle normando e levou Guilherme, o Conquistador, ao trono inglês em 1066.
A conquista pode estar ligada de alguma forma ao colonialismo. A Inglaterra, por exemplo, experimentou fases e áreas de colonização e conquista anglo-saxônicas, vikings e franco-normandas.

## Métodos de conquista
Os otomanos usaram um método de conquista gradual e não militar, no qual estabeleceram a suserania sobre os seus vizinhos e depois deslocaram as suas Dinastias governantes. Este conceito foi sistematizado pela primeira vez por Halil İnalcık. Conquistas deste tipo não envolveram revoluções violentas, mas foram um processo de assimilação cultural lenta, estabelecido por meios burocráticos, como registos de população e recursos, como parte do sistema timar feudal.

## Conquistas antigas
Os antigos povos civilizados travaram guerras em grande escala que foram, na verdade, conquistas. No Egito, os efeitos da invasão e da conquista podem ser vistos em diferentes tipos raciais representados em pinturas e esculturas.
A melhoria da produção agrícola não conduziu à paz; permitiu uma especialização que incluiu a formação de forças armadas cada vez maiores e a melhoria da tecnologia de armas. Isto, combinado com o crescimento da população e o controle político, significou que a guerra se tornou mais generalizada e destrutiva. Assim, os Astecas; Incas; os Reinos Africanos Daomé e Benin; e as antigas civilizações do Egito, Babilônia, Assíria e Pérsia se destacam todas como mais militaristas do que as sociedades menos organizadas ao seu redor. As aventuras militares foram em maior escala e a conquista efetiva pela primeira vez tornou-se viável.

## Levando à migração
A conquista militar tem sido uma das causas mais persistentes da migração humana. Existe uma influência significativa da migração e da conquista no desenvolvimento político e na formação do Estado. A conquista que levou à migração contribuiu para a mistura racial e o intercâmbio cultural. A influência dos últimos pontos na conquista foi muito importante na evolução da sociedade. A conquista coloca os humanos em contato, mesmo que seja um contato hostil.

## Pilhagem

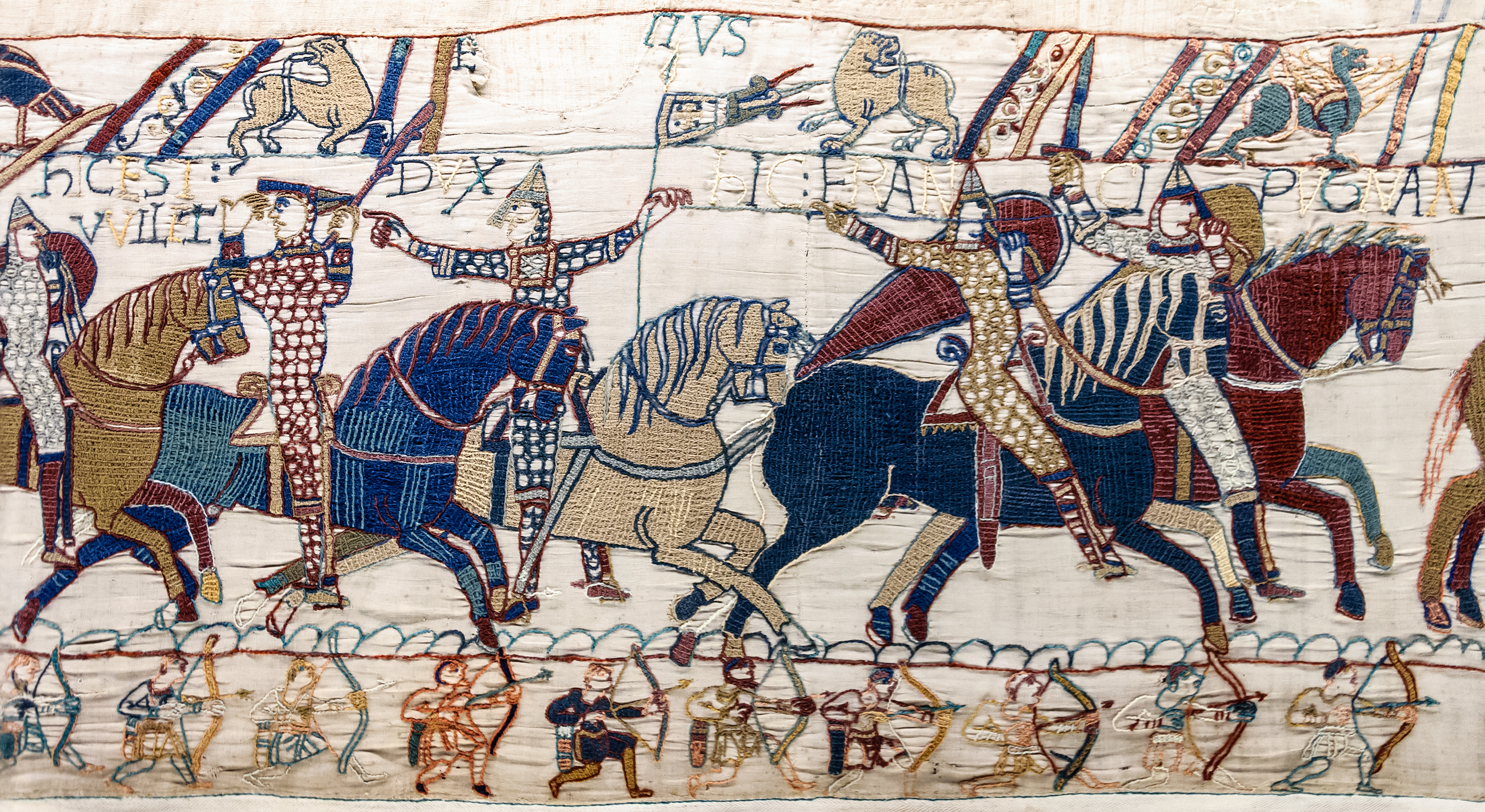
Guilherme, o Conquistador, lidera suas tropas na Batalha de Hastings, 1066, Tapeçaria de Bayeux.

A pilhagem sempre foi resultado da guerra, e os conquistadores levaram todas as coisas de valor que encontraram. O desejo por isso tem sido uma das causas mais comuns de guerra e conquista.

## O Estado

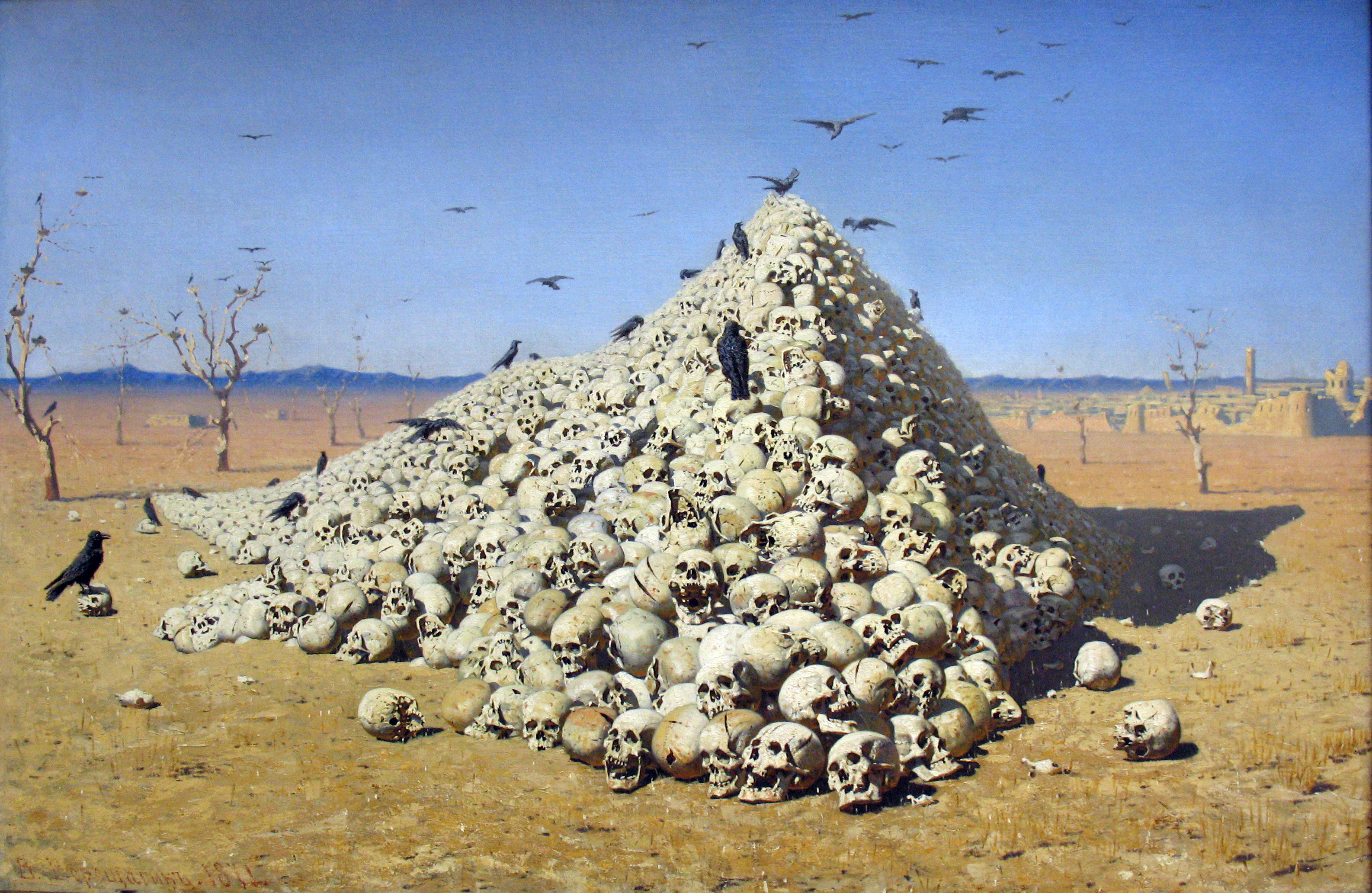
Vasili Verechagin, A Apoteose da Guerra, 1871; dedicado "a todos os conquistadores, do passado, do presente e do futuro", uma pilha de caveiras num terreno baldio.

Na formação do Estado moderno, as causas imediatas conspícuas são os fatos intimamente relacionados da migração humana e da conquista. O Estado aumentou a civilização e permitiu um maior contato cultural permitindo um intercâmbio e estímulo cultural; frequentemente os conquistadores assumiram o controle da cultura de seus súditos.

## Subjugação
Com a subjugação, surgem outras distinções de classe. Os povos conquistados são escravizados; assim são produzidas as classes sociais mais amplas possíveis: os escravizados e os livres. Os escravos são postos a trabalhar para sustentar as classes superiores, que consideram a guerra como o seu principal negócio. O estado é originariamente um produto da guerra e existe principalmente como uma paz forçada entre conquistadores e conquistados. Da escravidão e da conquista, outro resultado da guerra, surgiu a diferenciação de classes e ocupações denominada divisão do trabalho. Através da conquista, a sociedade dividiu-se numa classe dominante militante e numa classe industrial sujeita. A função reguladora coube aos soldados conquistadores e ao lado das operações para os servos e escravos.

## Cultura após a conquista
Depois de uma conquista onde uma minoria se impõe a uma maioria, normalmente adota a língua e a religião da maioria, através desta força dos números e porque um governo forte só pode ser mantido através da unidade destes dois importantes fatos. Noutros casos, especialmente quando os conquistadores criam ou mantêm instituições culturais ou sociais fortes, a cultura conquistada poderia adotar normas ou ideias da cultura conquistadora para acelerar as interações com a nova classe dominante. Estas mudanças foram muitas vezes impostas aos povos conquistados pela força, particularmente durante conquistas de motivação religiosa.

## Pós-Segunda Guerra Mundial
Os estudiosos têm debatido a existência de uma norma contra a conquista desde 1945. A conquista de grandes áreas de território tem sido rara, mas os estados têm continuado desde 1945 a prosseguir com a anexação de pequenas áreas de território.